# 薛珏
薛珏（719年—792年），字温如，唐朝河中府宝鼎县（今山西省临猗县西北）人。
薛珏祖父薛宝胤，邠州刺史。父薛纮，蒲州刺史。薛珏以门荫入仕，历任懿德太子庙令、乾陵台令、太子中允，兼渭南尉，以清廉知名，升任昭德县令。县人请立碑纪德政，薛珏推辞不受。担任楚州刺史、本州营田使。薛珏去除营田的弊政，被观察使诬奏，降职为硖州刺史、陈州刺史。建中初年，唐德宗以薛珏为政简肃廉明，拜为中散大夫，赐金紫。宣武军节度使刘玄佐署奏他兼御史大夫、汴宋都统行军司马。李希烈从汴州退出，薛珏担任汴州刺史，迁河南尹，入朝为司农卿。薛珏认为“求良吏不可责文学，宜以爱人之心为本也”。他为官刚严明察，勤身率下，但是没有经学文学素养。贞元五年（789年），拜为京兆尹。贞元八年（792年），被窦参牵连改为太子宾客。担任岭南节度观察使。病卒，年七十四岁，废朝一日，赠工部尚书。有子薛存慶。